# Aux portes de l'au-delà
Pour plus de détails, voir Fiche technique et Distribution.
Aux portes de l'au-delà (From Beyond) est un film américain réalisé par Stuart Gordon et sorti en 1986. Il s'agit d'une adaptation de la nouvelle De l'au-delà (en) de H. P. Lovecraft.

## Synopsis
Le scientifique Edward Pretorius (Ted Sorel) a mis au point le résonateur, une machine qui permet à quiconque se trouve à portée de voir au-delà de la réalité perceptible normale. Son assistant, le Dr Crawford Tillinghast (Jeffrey Combs), active la machine et voit d’étranges créatures dans les airs. Il est mordu par l’un d’entre eux. Il informe Pretorius du fonctionnement de la machine. Pretorius, poussé par la soif de pouvoir et de connaissance, allume la machine et devient fou des sentiments que le Résonateur provoque. Le résonateur fonctionne mal à pleine puissance, provoquant la panique et la fuite de Crawford. Lorsque la police arrive, elle trouve Pretorius décapité, mais pas de sang. Crawford est arrêté pour meurtre.
Crawford est interné dans un service psychiatrique, où il est traité par le Dr Katherine McMichaels (Barbara Crampton). Après que Crawford ait donné son récit de la mort de Pretorius, Katherine ordonne que Crawford subisse un scanner, montrant que la glande pinéale de Crawford est hypertrophiée et en croissance. Convaincue de l’innocence de Crawford, Katherine le fait libérer et le ramène à la maison de Pretorius et au Résonateur. Ils sont accompagnés du détective Bubba Brownlee (Ken Foree), qui a enquêté sur la mort de Pretorius.
Katherine et Crawford reconstruisent le résonateur. Crawford réactive la machine, ce qui fait apparaître d’autres créatures ainsi qu’un Dr Pretorius nu. Sa conscience maintenant modifiée et élargie, Pretorius parle d’un monde au-delà qui est plus agréable que la réalité normale, et que sa mort était un moyen d’ascension vers ce royaume. Pretorius attaque Crawford, Bubba et Katherine avec des bras couverts de boue. Crawford éteint le Résonateur, faisant disparaître Pretorius et les créatures.
Katherine pense que le résonateur pourrait faire la lumière sur les victimes de schizophrénie et de lésions cérébrales et suggère qu’ils le réactivent, mais Bubba et Crawford ne sont pas d’accord. Alors que Bubba et Crawford dorment, Katherine se lève et le rallume, faisant apparaître Pretorius maintenant muté. Pretorius attrape Katherine, se préparant à manger son esprit et à l’emmener dans le monde de l’au-delà. Crawford et Bubba descendent dans le sous-sol pour couper le courant, mais rencontrent un monstre géant ressemblant à un ver, qui attaque Crawford. Bubba réussit à couper le courant, sauvant Crawford et Katherine et renvoyant Pretorius.
Bubba décide qu’ils devraient quitter la maison. Pretorius revient d’une manière ou d’une autre et le Résonateur se rallume, alors que tous les trois courent dans le grenier pour le désactiver. Katherine et Crawford sont attaqués par des créatures ressemblant à des abeilles, et alors que Bubba les pousse hors du chemin, il est dévoré jusqu’à l’os. Crawford se bat contre Pretorius et libère Katherine, mais sa glande pinéale hypertrophiée sort de son front. Katherine court-circuite la machine en l’aspergeant à plusieurs reprises d’un extincteur.
Elle ramène Crawford à l’hôpital, où elle est évaluée pour démence et schizophrénie, car son histoire était exactement comme celle de Crawford. Alors que Katherine est préparée pour un traitement de choc par un membre du personnel sadique, Crawford développe une faim écrasante de cerveaux humains et tue le supérieur de Katherine, le Dr Bloch. Katherine s’échappe et retourne à la maison avec une bombe. Un Crawford fou la suit.
Katherine place une bombe à retardement sur le résonateur. Crawford l’attaque. Alors qu’il s’apprête à manger sa cervelle, elle lui mord la glande pinéale, le ramenant à la raison. Le testament du Dr Pretorius reconnecte les fils sectionnés du résonateur et répare les dommages causés par le court-circuit. Un Pretorius mutant revient et décapite Crawford. Avant que Pretorius ne puisse faire la même chose à Katherine, la conscience de Crawford se bat pour le contrôle en Pretorius, les consciences opposées déchirant leur corps commun. Katherine s’échappe par la fenêtre du grenier au moment où la bombe explose, détruisant le Résonateur et tuant Pretorius et Crawford.
En atterrissant à l’extérieur, Katherine se casse la jambe et les voisins se rassemblent autour d’elle alors qu’elle souffre d’une dépression nerveuse, disant « Ça le mange ! » entre fous rires et pleurs.

## Fiche technique
- Titre français : Aux portes de l'au-delà
- Titre original : From Beyond
- Réalisation : Stuart Gordon
- Scénario : Brian Yuzna, Dennis Paoli (en) et Stuart Gordon, d'après la nouvelle De l'au-delà, de H. P. Lovecraft
- Musique : Richard Band
- Photographie : Mac Ahlberg
- Montage : Lee Percy
- Décors : Giovanni Natalucci
- Costumes : Angee Beckett
- Production : Charles Band, Bruce William Curtis et Brian Yuzna
- Sociétés de production : Empire Pictures et Taryn Prov
- Distribution : Empire Pictures (États-Unis), Creswin Distribution (Canada), Vestron Video International (Belgique, Franche, VHS)
- Budget : 4,5 millions de dollars
- Pays de production :  États-Unis
- Format : Couleurs - 1,85:1 - Stéréo - 35 mm
- Genre : horreur, science-fiction
- Durée : 86 minutes
- Dates de sortie[1] :
  - États-Unis : 24 octobre 1986
  - France : 25 février 1987
- Classification[2] :
  - États-Unis : R
  - France : interdit aux moins de 12 ans

## Distribution
- Jeffrey Combs (VF : Denis Boileau) : Crawford Tillinghast
- Barbara Crampton : Dr Katherine McMichaels
- Ken Foree (VF : Joël Martineau) : Buford “Bubba” Brownlee
- Ted Sorel (VF : Sady Rebbot) : Dr Edward Pretorius
- Carolyn Purdy-Gordon : Dr Bloch
- Bruce McGuire (VF : Marc Alfos) : Jordan Fields
- Bunny Summers : la voisine au chien

## Production
Le tournage se déroule à Rome, en Italie, notamment aux Empire Studios.

## Autour du film
- Le personnage du docteur Bloch est nommé d'après Robert Bloch, l'auteur du roman à l'origine du film Psychose (1960), et qui était un ami de H.P. Lovecraft. Le docteur Pretorious a quant à lui été nommé d'après le docteur Septimus Pretorius, qui apparaît dans La Fiancée de Frankenstein (1935).
- Jeffrey Combs et Barbara Crampton, qui étaient déjà tous deux à l'affiche de Re-Animator (1985), le précédent film du cinéaste, ont par la suite rejoué ensemble dans Trancers II (1991) et Castle Freak (1995)
- Carolyn Purdy-Gordon, qui interprète le docteur Bloch, est l'épouse du réalisateur. Elle a joué dans de nombreux films réalisés par son mari, tels que Re-Animator (1985), Les Poupées (1987), Les Gladiateurs de l'apocalypse (1990), Le Puits et le Pendule (1991), Fortress (1992), Space Truckers (1996) ou Stuck : Instinct de survie (2007).

## Distinctions
- Festival international du film de Catalogne 1986 : meilleure musique originale et des meilleurs effets spéciaux (John Naulin, Anthony Doublin)[3]
- 14e cérémonie des Saturn Awards 1987 : nomination au prix du meilleur film d'horreur, meilleure actrice pour Barbara Crampton et meilleurs maquillages (John Carl Buechler, John Naulin, Anthony Doublin, Mark Shostrom)
- Festival international du film fantastique d'Avoriaz 1987 : section peur